# Haematopus fuliginosus
Haematopus fuliginosus là một loài chim trong họ Haematopodidae.
Đây là loài chim đặc hữu của Úc và thường được tìm thấy trên bờ biển Úc. Chúng thích bờ biển đá, nhưng thường xuyên sống ở các cửa sông. Toàn bộ bộ lông của loài này có màu đen. Nó có mắt, vòng mắt và mỏ màu đỏ.

## Mô tả

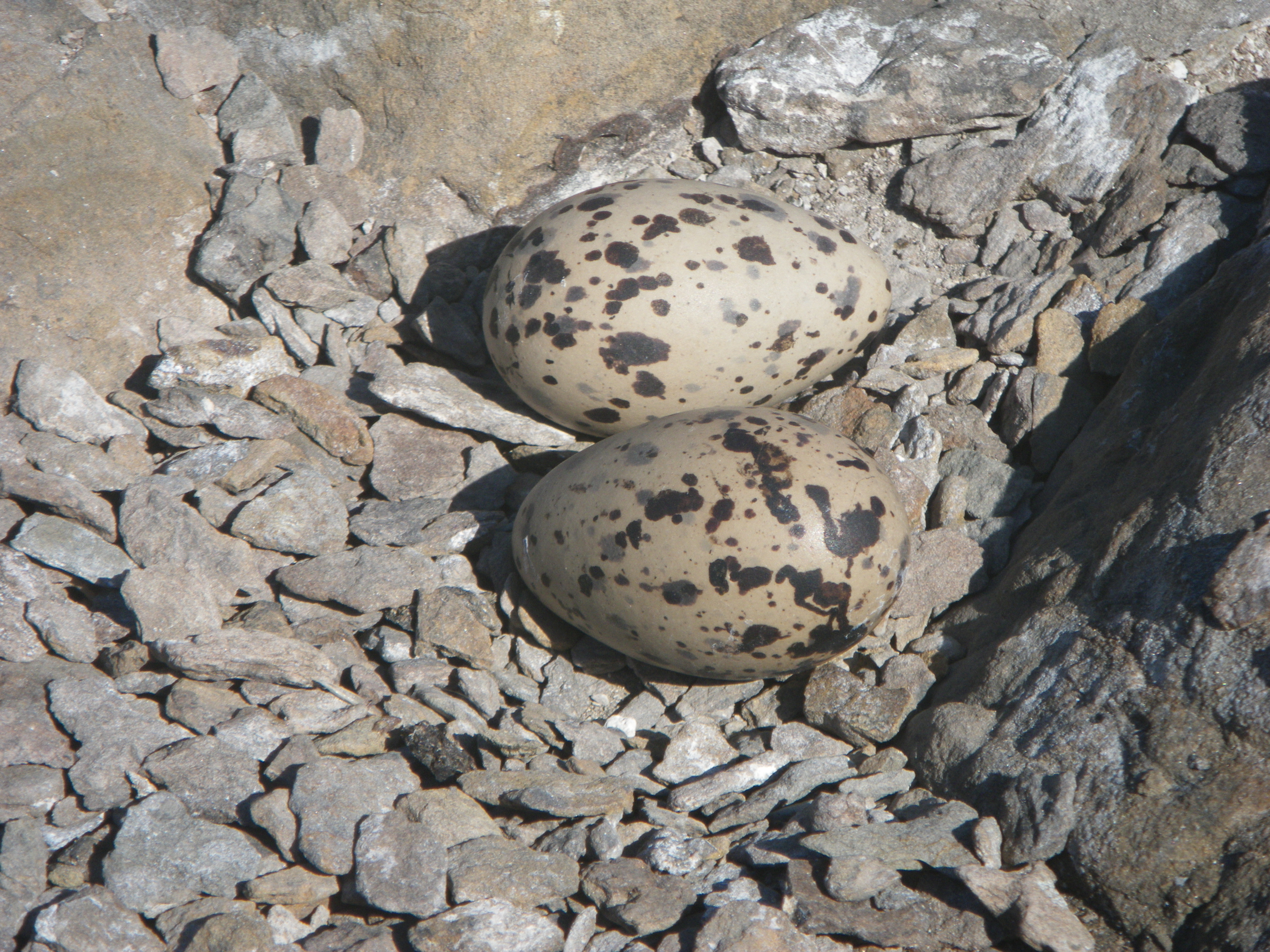
Tổ và trứng ở bờ biển phía nam New South Wales

Thân có kích thước dài từ 42 đến 52 cm với chiều dài mỏ 5–8 cm, bộ lông màu đen, với các chân màu hồng đỏ và đỏ tươi hoặc đỏ cam ở mỏ và mắt. Là loài nặng nhất trong số tất cả các loài thuộc chi Haematopus, loài này cân nặng tới 980 g, cân nặng trung bình khoảng 819 g, với những con mái lớn hơn và nặng hơn ở cả hai phân loài. Con trống có mỏ ngắn hơn, dày hơn và con mái có mỏ dài hơn, mỏng hơn. Sự khác biệt trung bình 19% về chiều dài là dấu hiệu rõ ràng nhất đối với bất kỳ loài Haematopus nào. Chim chưa trưởng thành có chân màu nâu xám, mỏ có màu nâu, bộ lông màu nâu nhạt hơn, và mắt nâu. Mỏ, mắt và chân trở nên đỏ vào năm thứ hai.

## Phân bố và sinh cảnh
Loài này ưa thích những bờ biển nhiều đá, là loài đặc hữu của Úc. Ước tính có khoảng 11.500 cá thể, 4000 thuộc phân loài chỉ định và 7500 thuộc phân loài phía bắc. Loài chim này phổ biến xung quanh các đảo Tasmania và eo biển Bass. Tuy nhiên, loài được tuyên bố là hiếm ở Nam Úc và Queensland, gần bị đe dọa ở Victoria và nguy cấp ở New South Wales.

## Hình ảnh

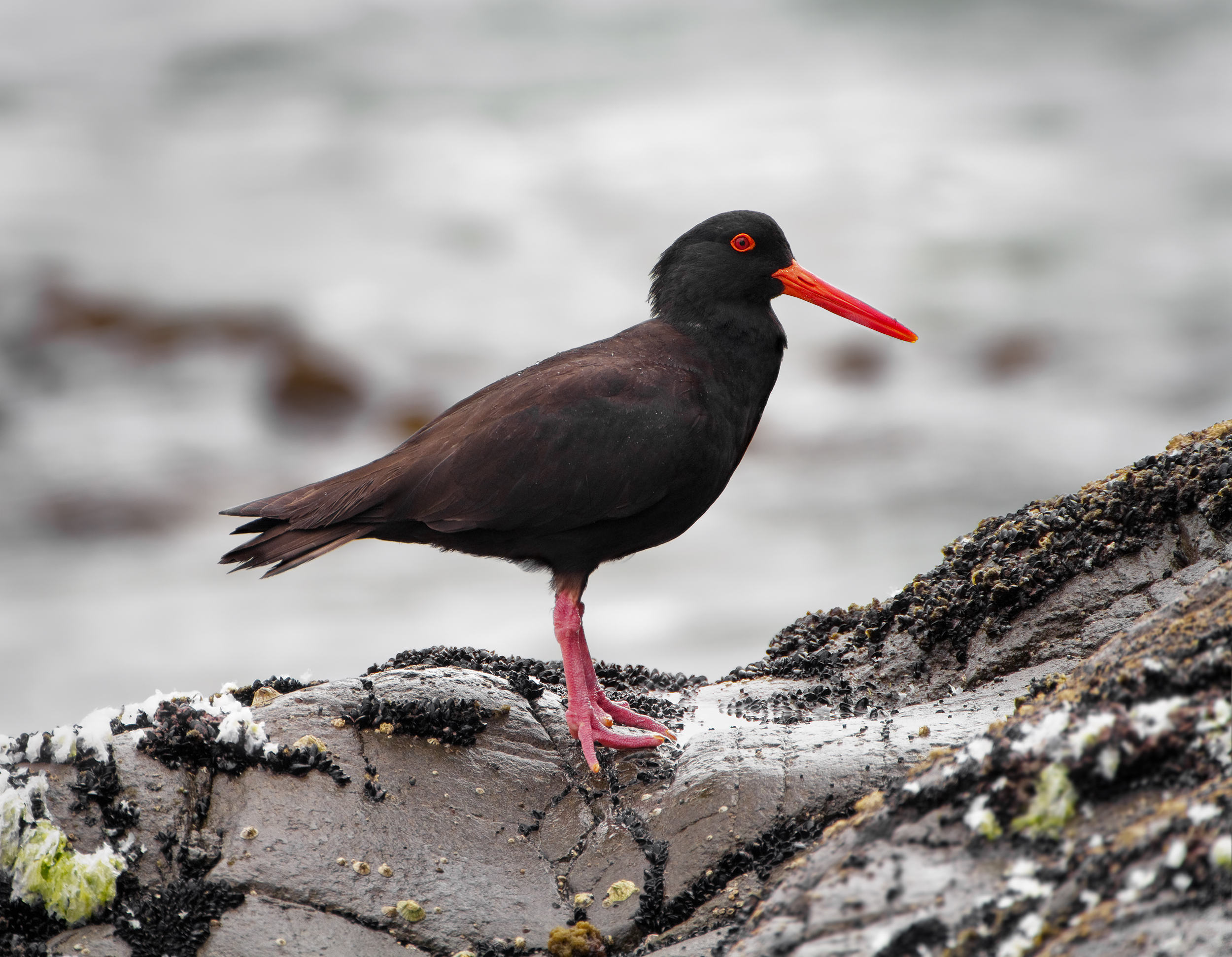